# Stibadium aureolum
Stibadium aureolum är en fjärilsart som beskrevs av H. Edwards 1882. Stibadium aureolum ingår i släktet Stibadium och familjen nattflyn. Inga underarter finns listade i Catalogue of Life.